# Мале Чурашево
Мале́ Чура́шево (рос. Малое Чурашево, чув. Кĕçĕн Чураш) — село у Чувашії Російської Федерації, у складі Мочарського сільського поселення Ядринського району.
Населення — 41 особа (2010; 42 в 2002, 86 в 1979, 251 в 1939, 392 в 1926, 325 в 1897, 200 в 1858, 75 в 1795). У національному розрізі у селі мешкають чуваші та росіяни.

## Історія
Історична назва — Мала Чурашева. До 1866 року селяни мали статус державних, займались землеробством, тваринництвом, слюсарством, бджільництвом. Діяв храм Володимирської Божої Матері (18 століття-1941). 1874 року відкрито однокласну земську школу, з 1898 року — школа грамоти. У 1920-их роках діяло кредитне товариство (з 13 червня 1926 року), початкова школа. 1931 року створено колгосп «імені 8 Березня». До 1917 року село входило до складу Ядринської, Чиганарської та Тораєвської волостей Ядринського повіту, до 1919 року — повернуто до складу Чиганарської волості, до 1927 року — у складі Ленінської волості Ядринського повіту. Після переходу 1927 року на райони — у складі Ядринського району.

## Господарство
У селі діють фельдшерсько-акушерський пункт та магазин, 1993 року відкрито Чебоксарського Свято-Троїцький чоловічий монастир, у підпорядкування якого передано стару церкву.